# إريك وينشتاين
إريك وينشتاين (بالإنجليزية: Eric Weinstein) هو اقتصادي ورياضياتي أمريكي، ولد في أكتوبر 1965 في لوس أنجلوس في الولايات المتحدة.

## وصلات خارجية
- إريك وينشتاين على موقع IMDb (الإنجليزية)

- الموقع الرسمي